# Incisioni rupestri di Dazu
Le incisioni rupestri di Dazu (in cinese: 大足石刻, Dàzú Shíkè) sono una serie di sculture religiose risalenti al VII secolo che si trovano a Dazu, nei pressi di Chongqing, in Cina. Le incisioni risalgono addirittura al VII secolo d.C., raffiguranti e influenzate da credenze buddiste, confuciane e taoiste. Alcune si trovano in santuari rupestri scavati nella roccia, nel consueto stile buddista cinese, ma molte altre sono rilievi rupestri scavati nelle pareti rocciose aperte. 
Inserite nel 1999 nella lista dei Patrimoni dell'Umanità dell'UNESCO, le incisioni rupestri di Dazu sono composte da 75 siti protetti contenenti circa 50.000 statue, con oltre 100.000 caratteri cinesi che formano iscrizioni ed epigrafi. I siti si trovano nella municipalità di Chongqing all'interno delle ripide colline di tutto il distretto di Dazu, situato a circa 165 chilometri a ovest dell'area urbana di Chongqing. I punti salienti della grotta rocciosa si trovano sul Monte Baoding e sul Monte Beishan.

## Descrizione
Le incisioni rupestri di Dazu rappresentano immagini del Confucianesimo, Buddismo e Taoismo e comprendono 5 località nel distretto di Dazu, nella municipalità di Chongqing: Beishan, Baodingshan, Nanshan, Shizhuashan e Shimenshan.
- Beishan (Montagna Nord) contiene due gruppi di incisioni rupestri e sculture lungo una parete rocciosa che si estende per 300 metri.[2]  Queste risalgono al IX-XII secolo e ritraggono temi tantrici, buddisti e taoisti.[3]
- Baodingshan (Monte Baoding) comprende incisioni in una valle a forma di U vicino al Padiglione della Longevità, risalenti al XII e XIII secolo. Estendendosi per 500 metri, le figure scolpite raffigurano temi del buddismo tantrico oltre alla vita secolare.[3]
- A Nanshan (Montagna del Sud), l'arte rupestre risale alla dinastia Song durante il regno dell'imperatore Shao Xing, raffigurante temi e simboli taoisti.[2] Inoltre, c'è una stele che registra la storia del Sichuan dopo un'invasione mongola nel XIII secolo.[3]
- Le incisioni di Shizhuanshan (Monte Shizhuan) risalgono all'inizio del XII secolo, integrando in modo unico sculture scavate nella roccia e incisioni raffiguranti il Taoismo, il Confucianesimo e il Buddismo. Si pensa che la più importante delle sculture della grotta sia stata scolpita da Wen Wijian, un famoso scultore dell'epoca.[3]
- Shimenshan (Monte Shimen) contiene incisioni che risalgono al XII secolo, tra cui statue dell'Imperatore di Giada e diversi dei.[3]

## Storia

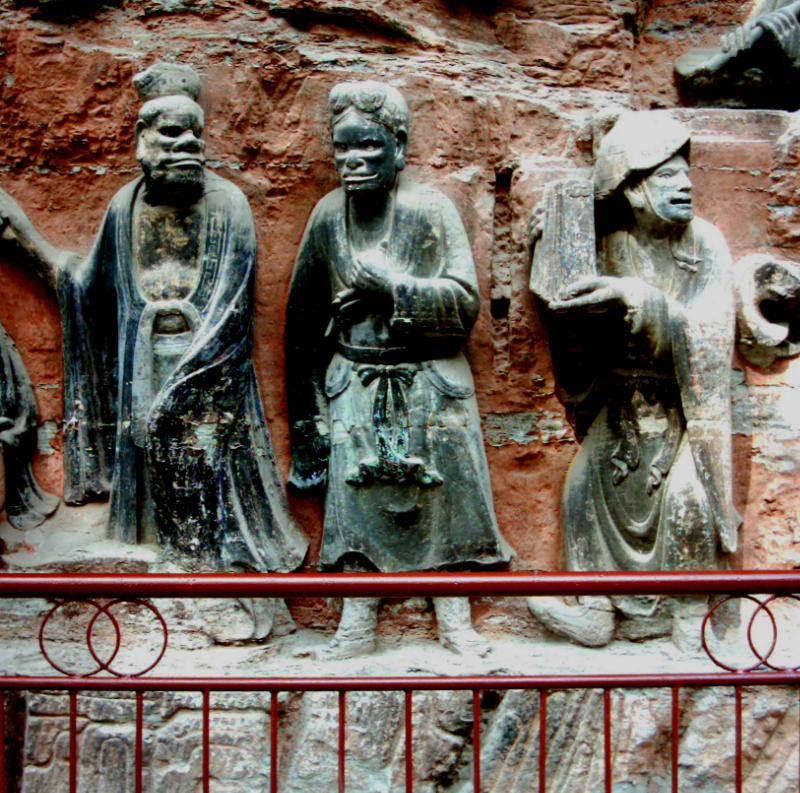
Incisione in pietra di Dazu

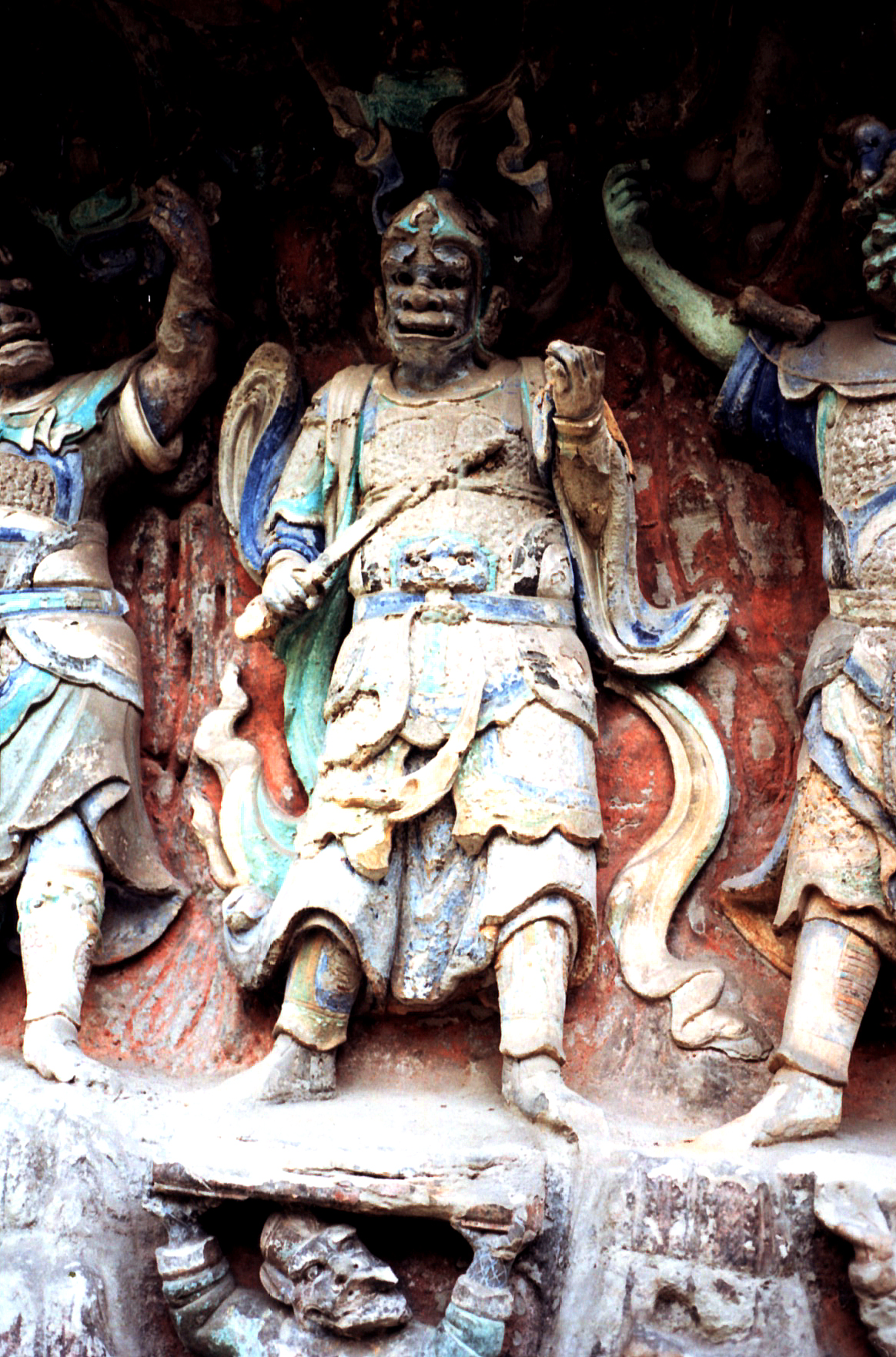
Altra incisione in pietra

Le prime sculture iniziarono nel 650 durante la Dinastia Tang, ma lo sviluppo maggiore avvenne nel corso del IX secolo, quando Wei Junjing, Prefetto di Changzhou, iniziò le sculture del monte Beishan e il suo esempio venne seguito da monaci, nobili e gente comune durante il periodo delle cinque dinastie e dieci regni, fra il 907 e il 965. Nel XII secolo, durante la Dinastia Song, il monaco Zhao Zhifeng dedicò 70 anni della sua vita alle elaborate sculture del monte Baoding.
Vietate ai visitatori per molti anni, le sculture sono state aperte ai viaggiatori cinesi nel 1961 e ai visitatori stranieri nel 1980. Fino al 1975, c'era solo un sentiero fangoso tra la città di Dazu e il principale gruppo di incisioni.

## Panorama

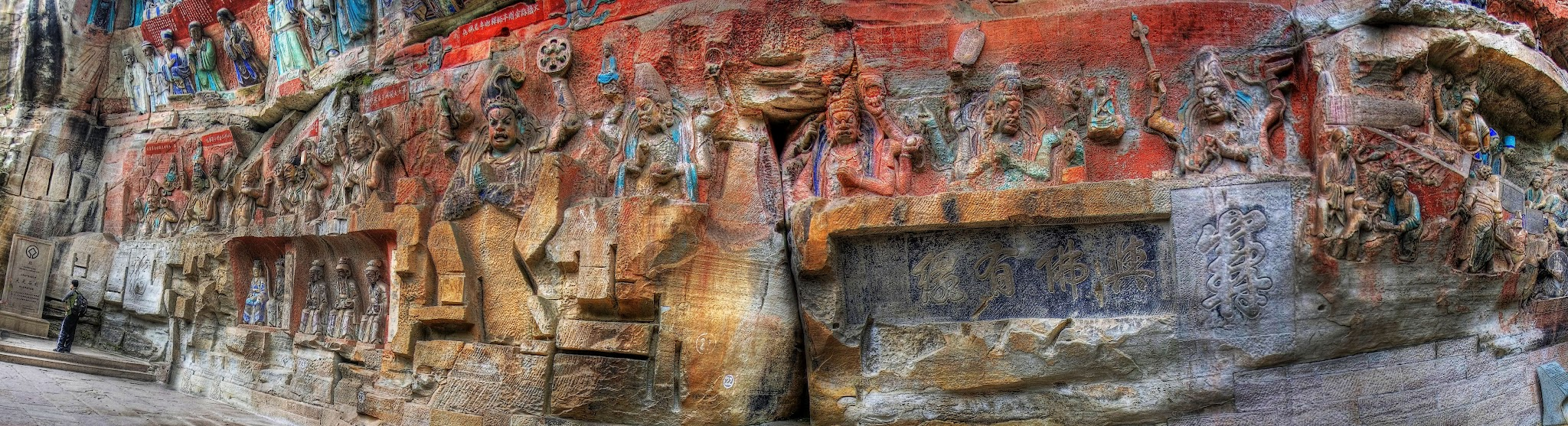
Panorama di un breve segmento delle incisioni, che mostra figure come i Dieci Re della Saggezza, tra cui Acala, Hayagriva, Ucchusma, Trailokyavijaya, Yamāntaka e Kuṇḍali.

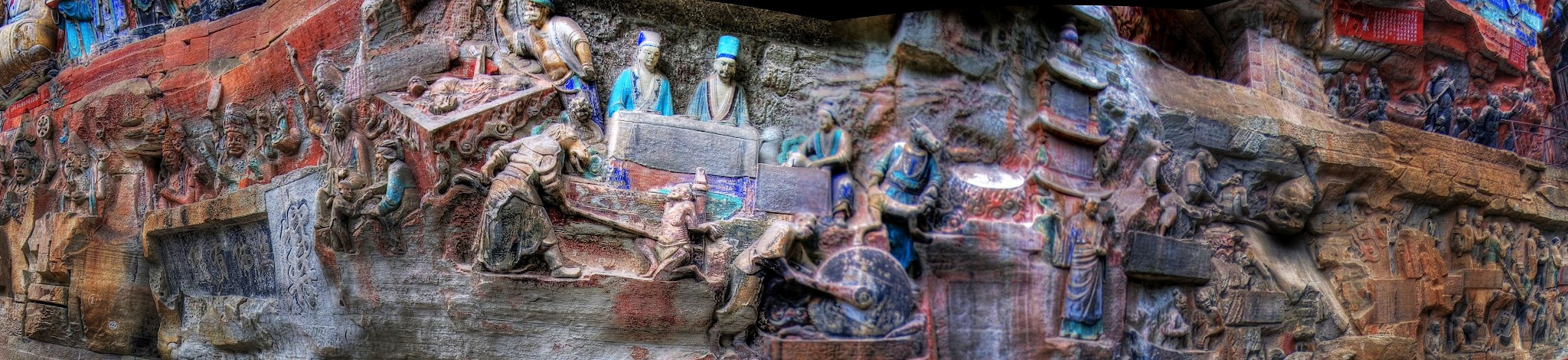
Panorama di un breve segmento delle incisioni, che mostra varie figure buddiste e figure della storia cinese.

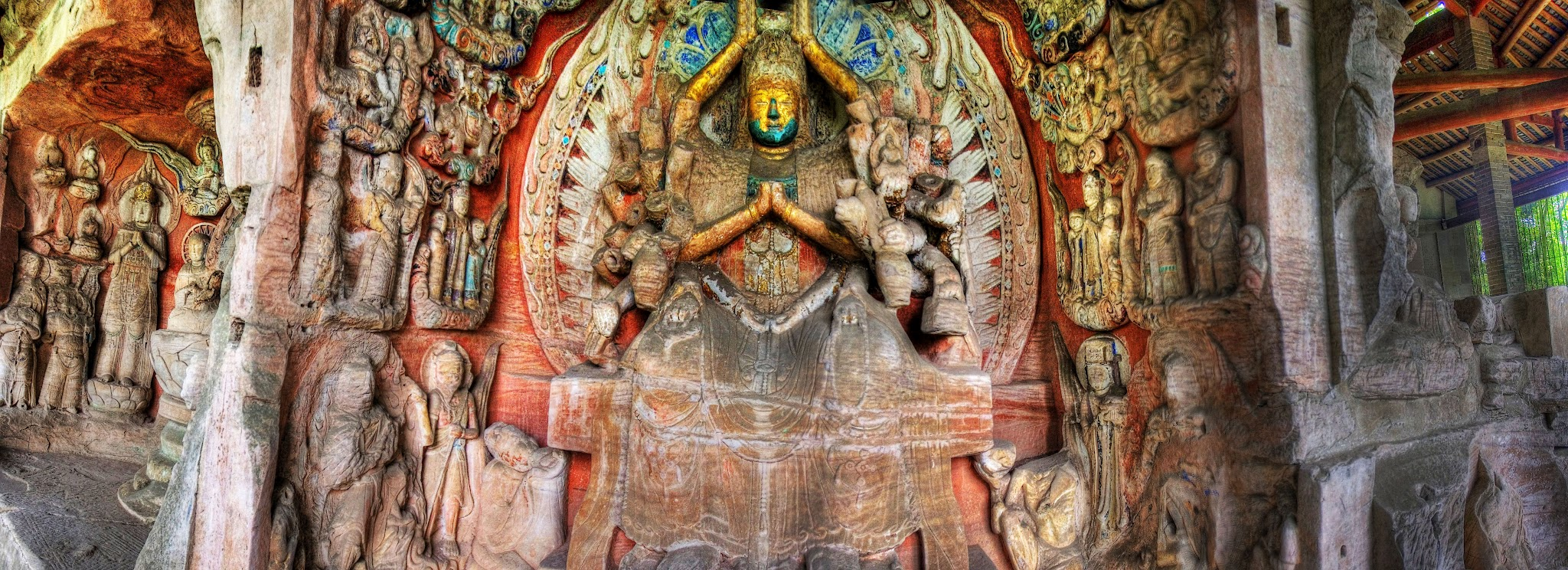
Panorama di una nicchia nelle incisioni: l'immagine principale è quella della manifestazione dalle mille braccia del Bodhisattva Guanyin.

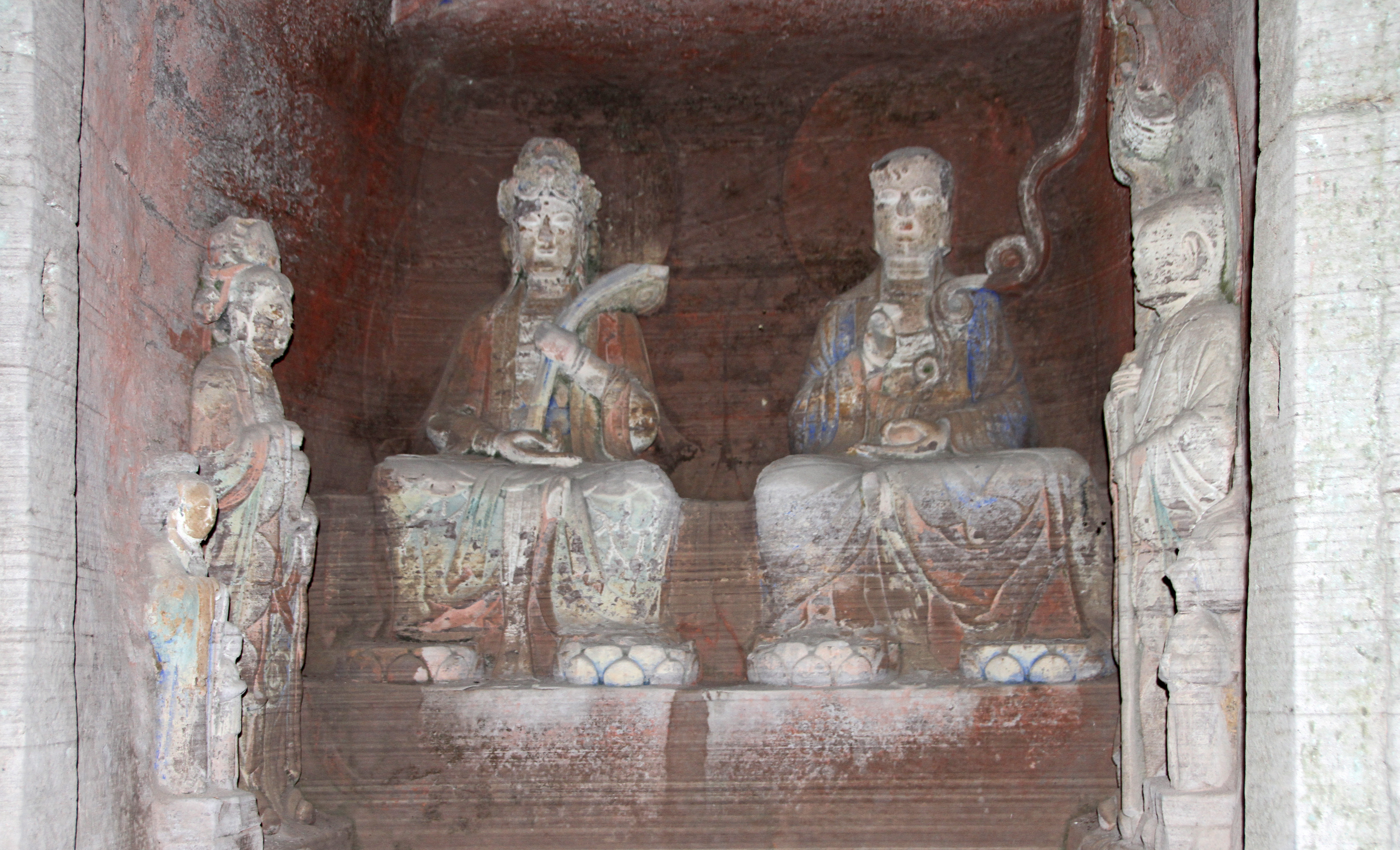
Bei Shan
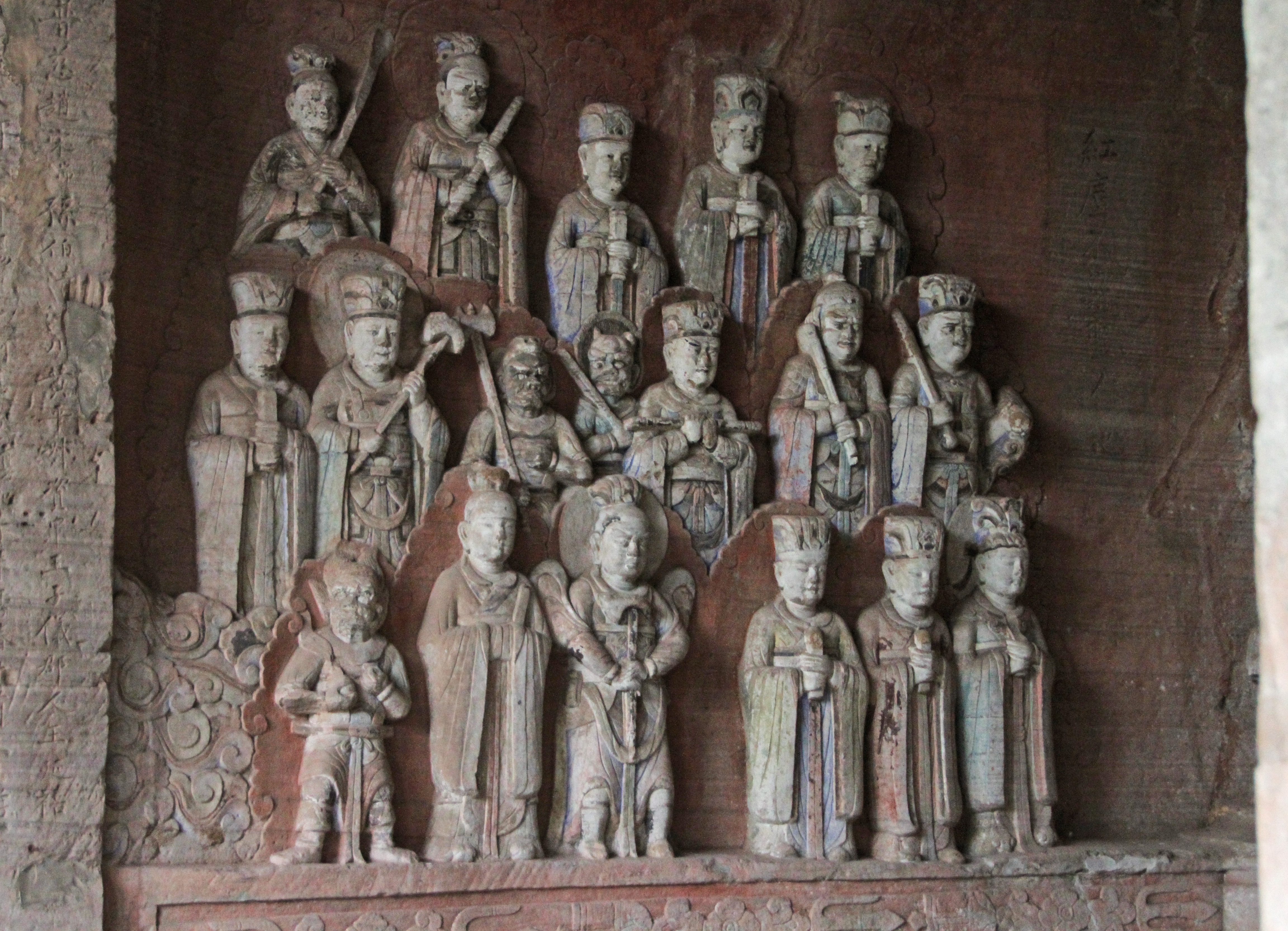
Bei Shan
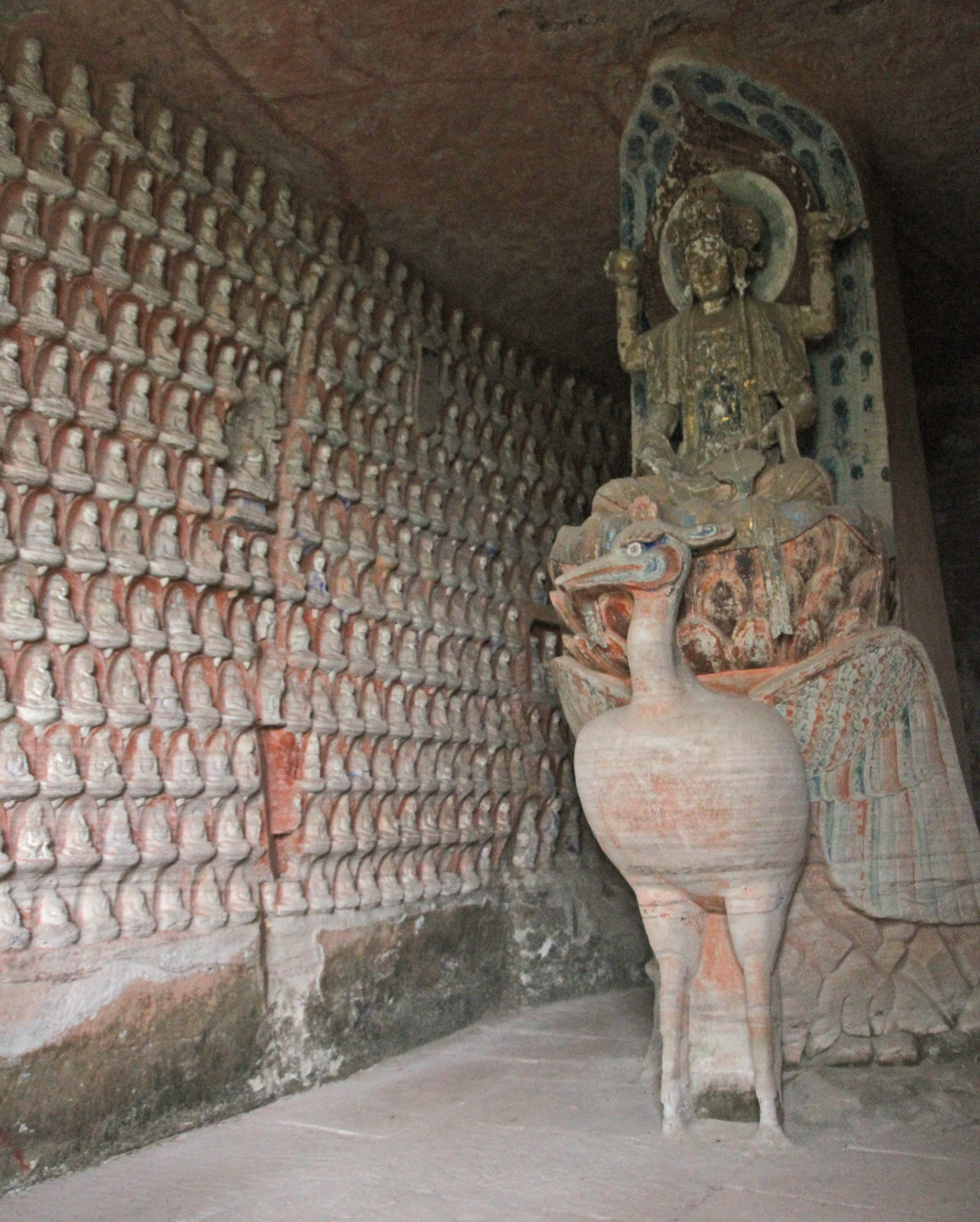
Bei Shan
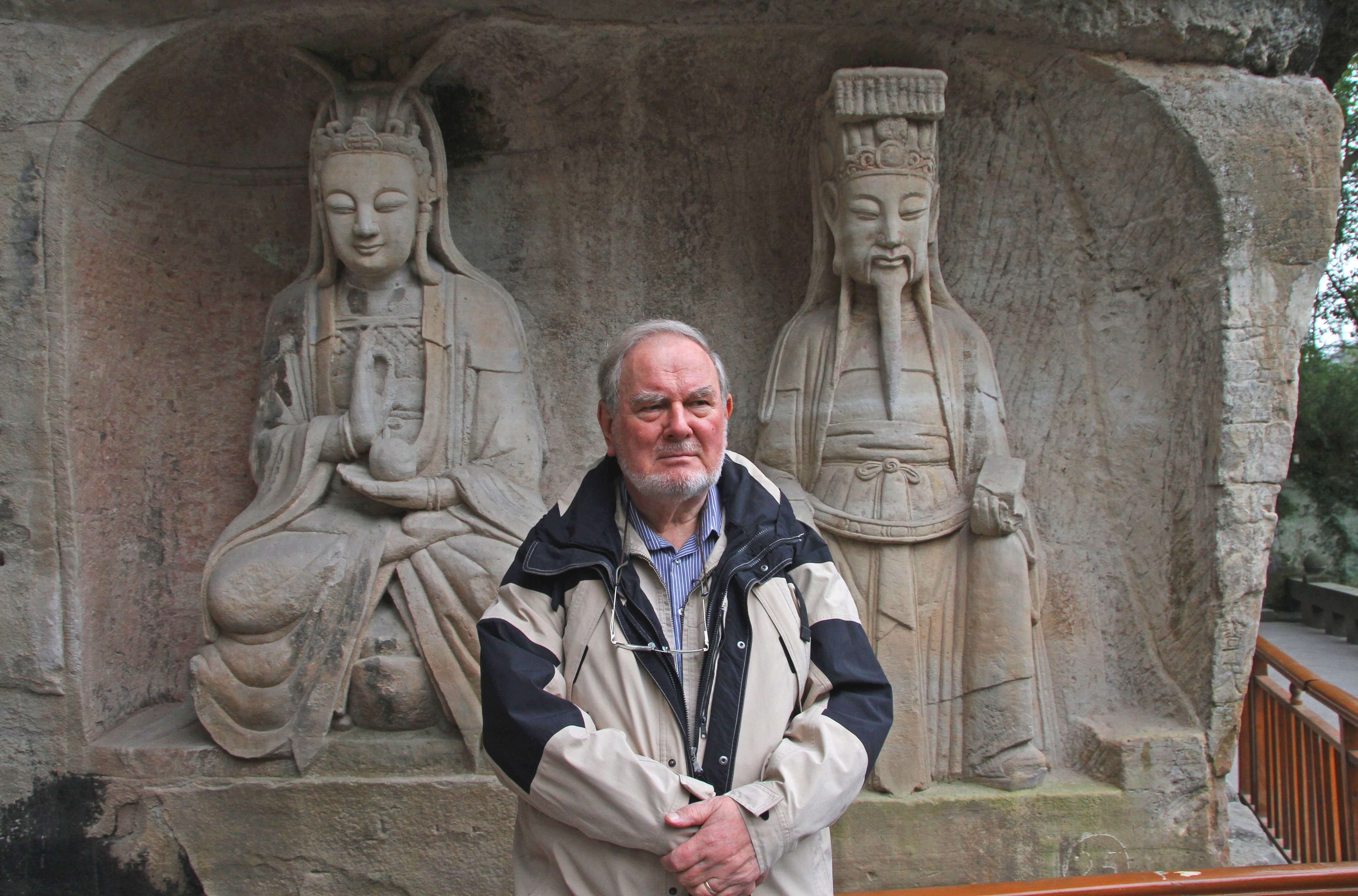
Baoding Shan
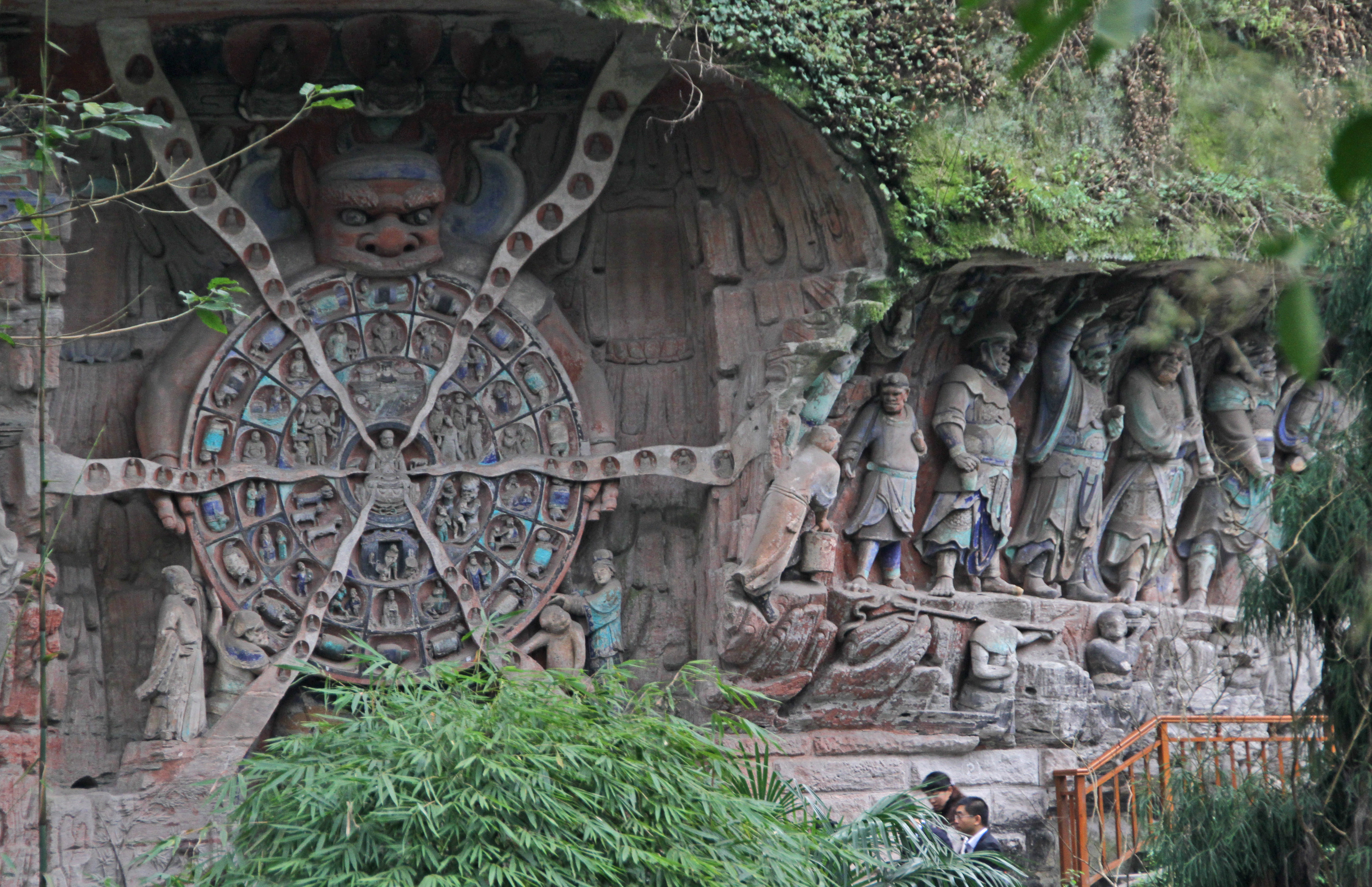
Baoding Shan
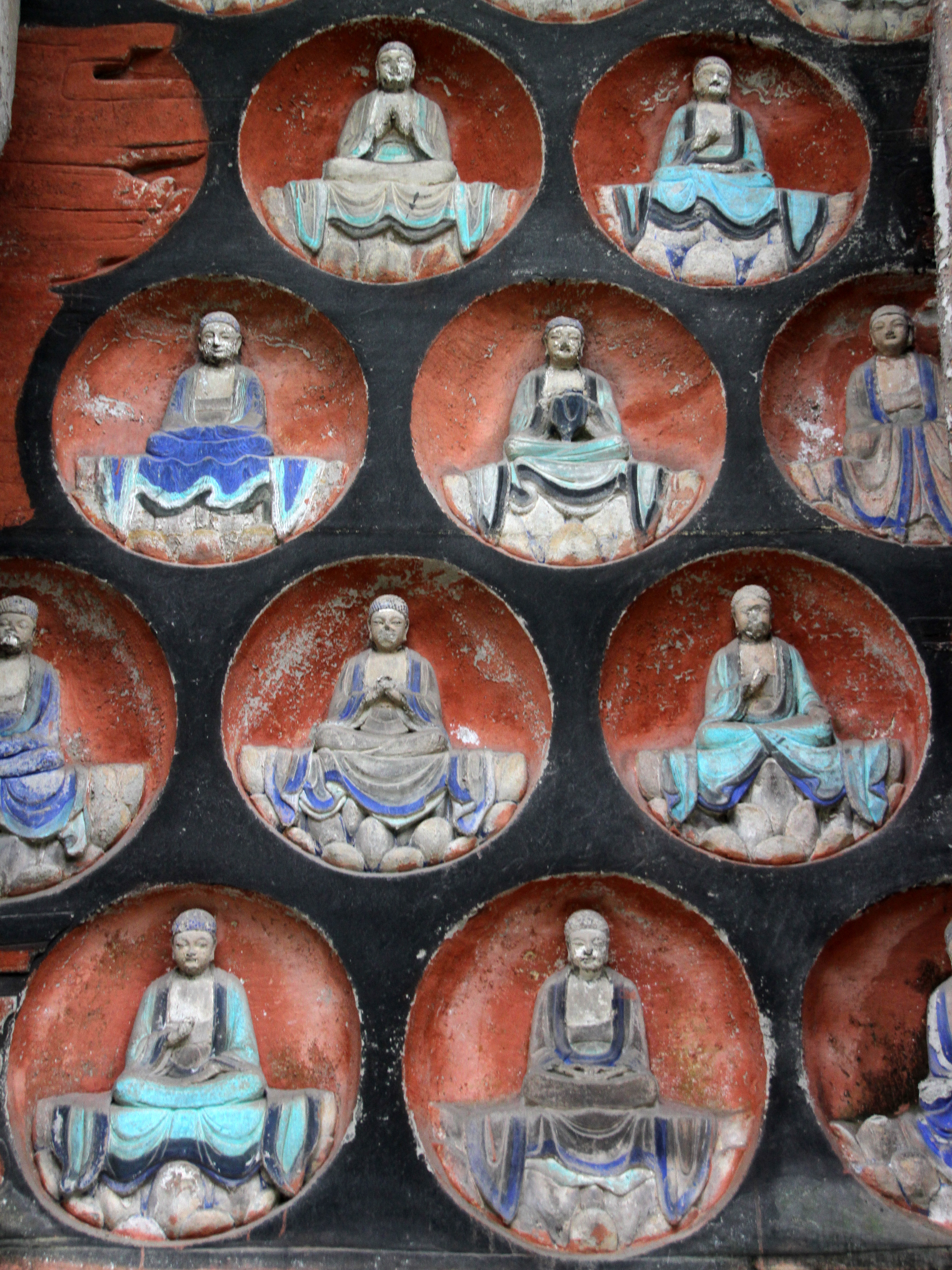
Baoding Shan
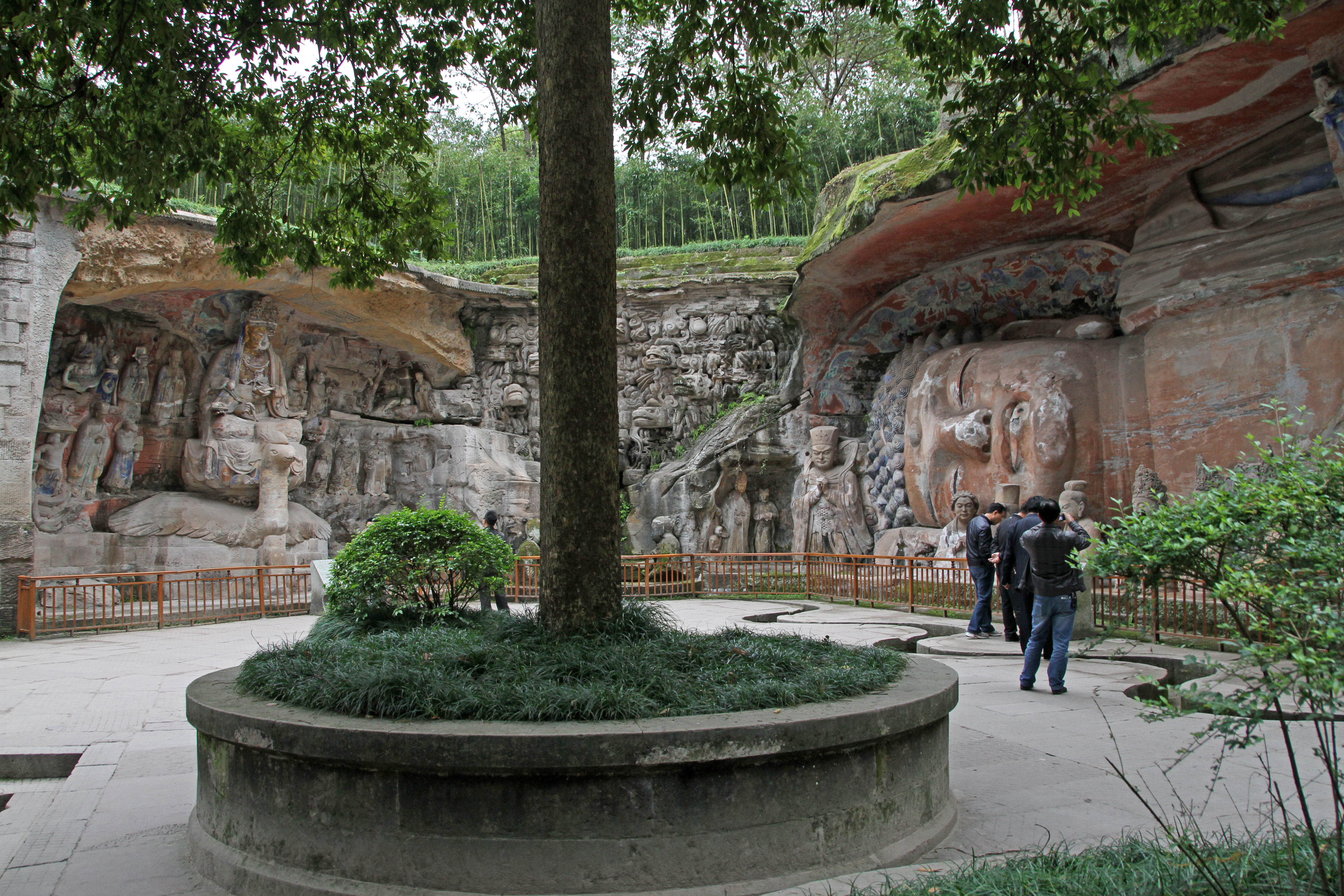
Baoding Shan
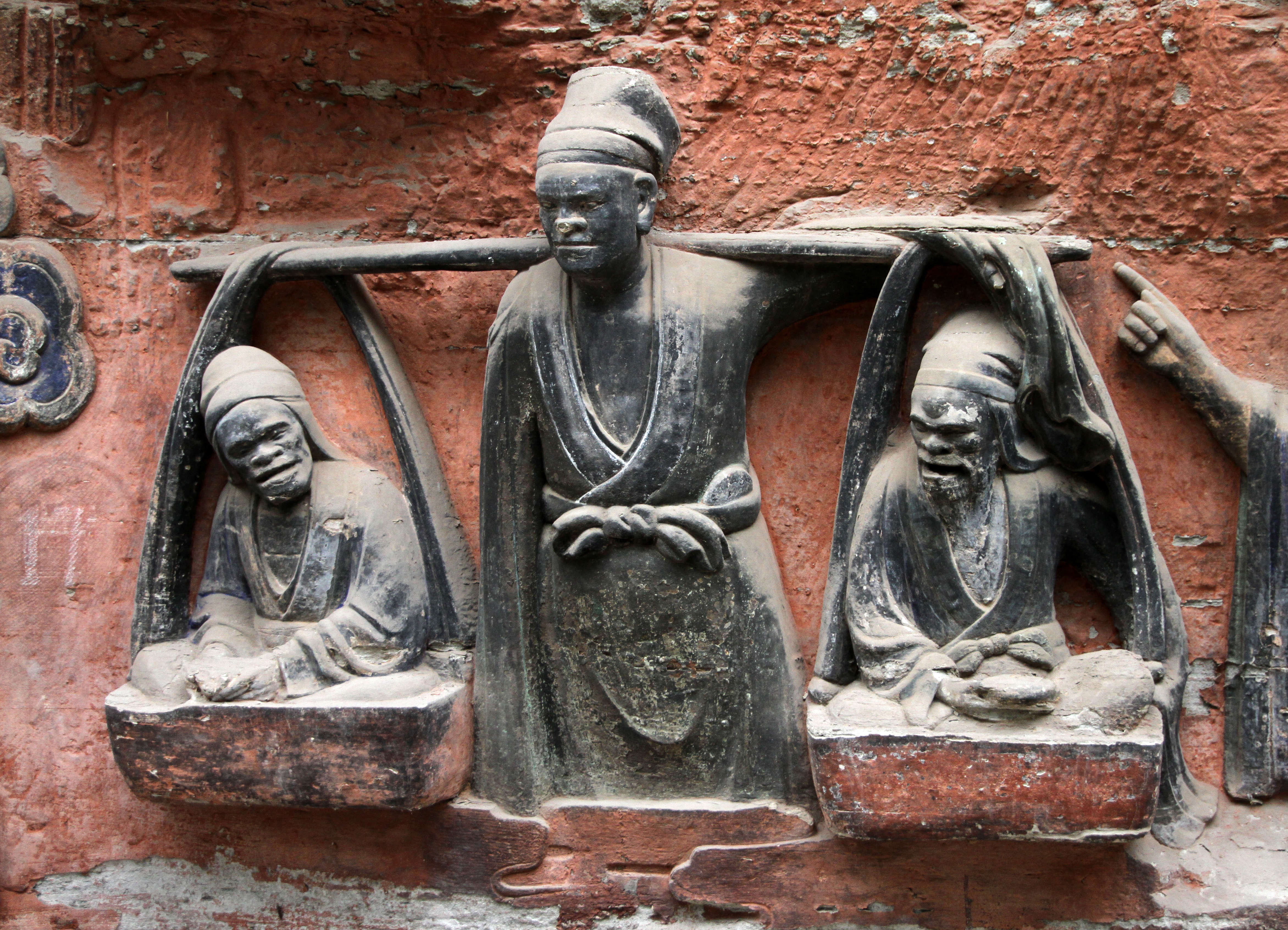
Baoding Shan
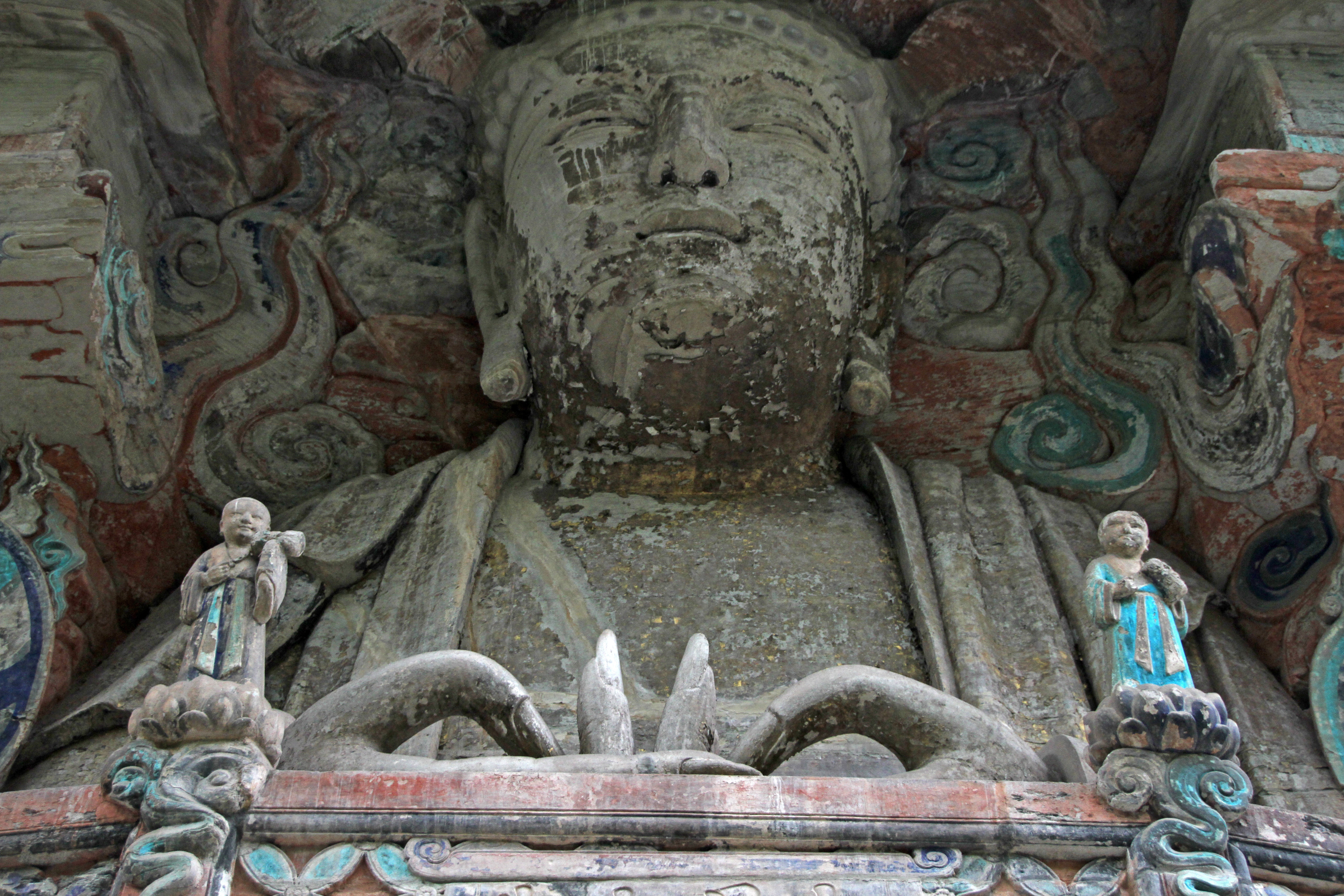
Baoding Shan
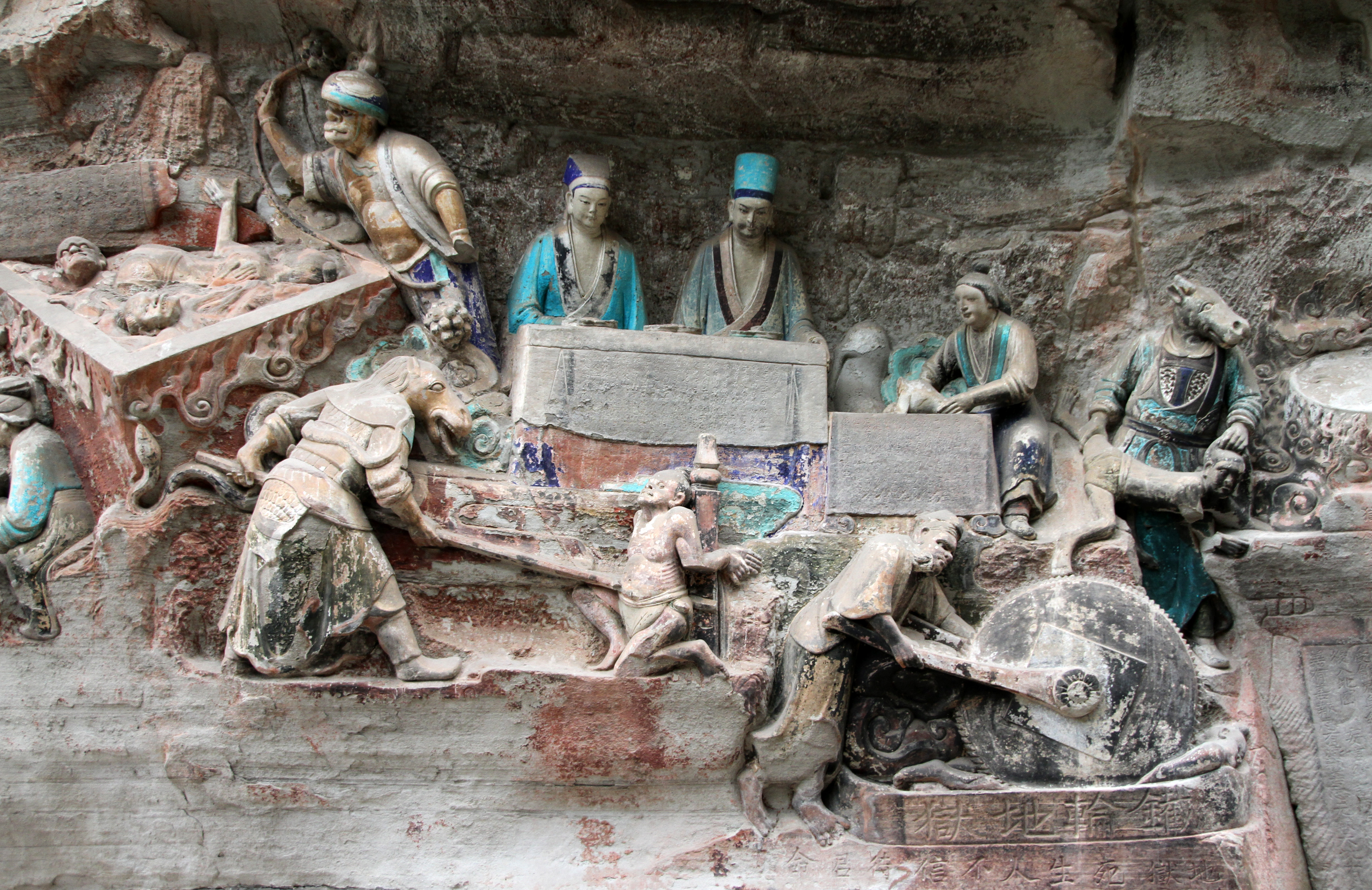
Baoding Shan